# Benenden
Benenden es una parroquia civil y un pueblo del distrito de Tunbridge Wells, en el condado de Kent (Inglaterra).

## Geografía
Según la Oficina Nacional de Estadística británica, Benenden tiene una superficie de 27,1 km².

## Demografía
Según el censo de 2001, Benenden tenía 2230 habitantes (39,37% varones, 60,63% mujeres) y una densidad de población de 82,29 hab/km². El 25,38% eran menores de 16 años, el 67,26% tenían entre 16 y 74 y el 7,35% eran mayores de 74. La media de edad era de 37,04 años. Del total de habitantes con 16 o más años, el 33,17% estaban solteros, el 52,04% casados y el 14,78% divorciados o viudos.
El 86,55% de los habitantes eran originarios del Reino Unido. El resto de países europeos englobaban al 3,36% de la población, mientras que el 10,09% había nacido en cualquier otro lugar. Según su grupo étnico, el 93,27% eran blancos, el 1,26% mestizos, el 1,21% asiáticos, el 0,76% negros, el 2,11% chinos y el 1,39% de cualquier otro. El cristianismo era profesado por el 75,25%, el budismo por el 1,39%, el hinduismo por el 0,67%, el judaísmo por el 0,27%, el islam por el 0,45%, el sijismo por el 0,18% y cualquier otra religión por el 0,36%. El 15,34% no eran religiosos y el 6,1% no marcaron ninguna opción en el censo.
886 habitantes eran económicamente activos, 863 de ellos (97,4%) empleados y 23 (2,6%) desempleados. Había 738 hogares con residentes, 22 vacíos y 16 eran alojamientos vacacionales o segundas residencias.